# Doronicum glaciale
Il doronico nivale (nome scientifico Doronicum glaciale (Wulfen) Nyman, 1855) è una specie di pianta angiosperma dicotiledone della famiglia delle Asteraceae.

## Etimologia
Il nome generico (Doronicum) potrebbe derivare da un termine dell'Arabia: Doronigi o Doronidge.  L'epiteto specifico (glaciale) fa riferimento ad uno dei tipici habitat della specie (le regioni fredde).
Il binomio scientifico attualmente accettato (Doronicum glaciale) è stato proposto inizialmente dal botanico e mineralogista gesuita Franz Xavier von Wulfen (1728-1805) e successivamente perfezionato dal botanico svedese Carl Frederik Nyman (1820 – 1893) nella pubblicazione ”Sylloge Florae Europaeae” (1854–1855).

## Descrizione

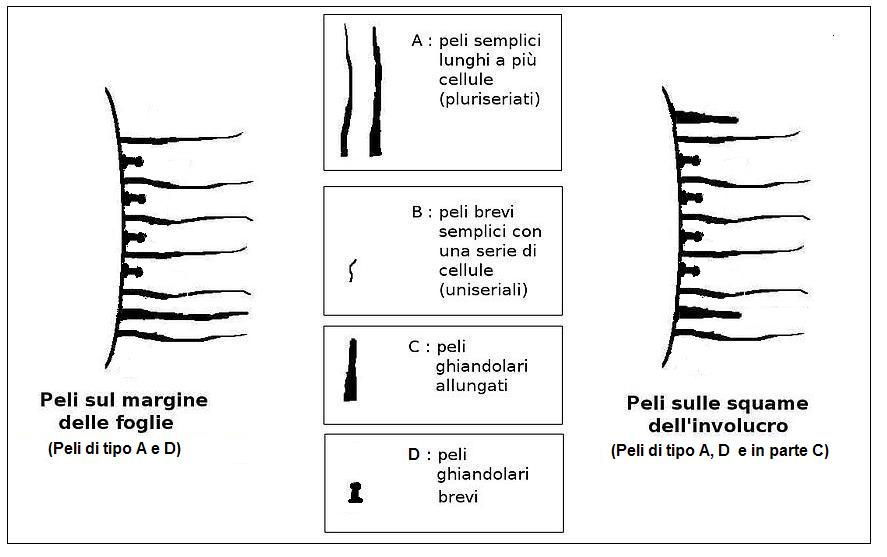
Tipologia di peli sulle foglie e sull'involucro

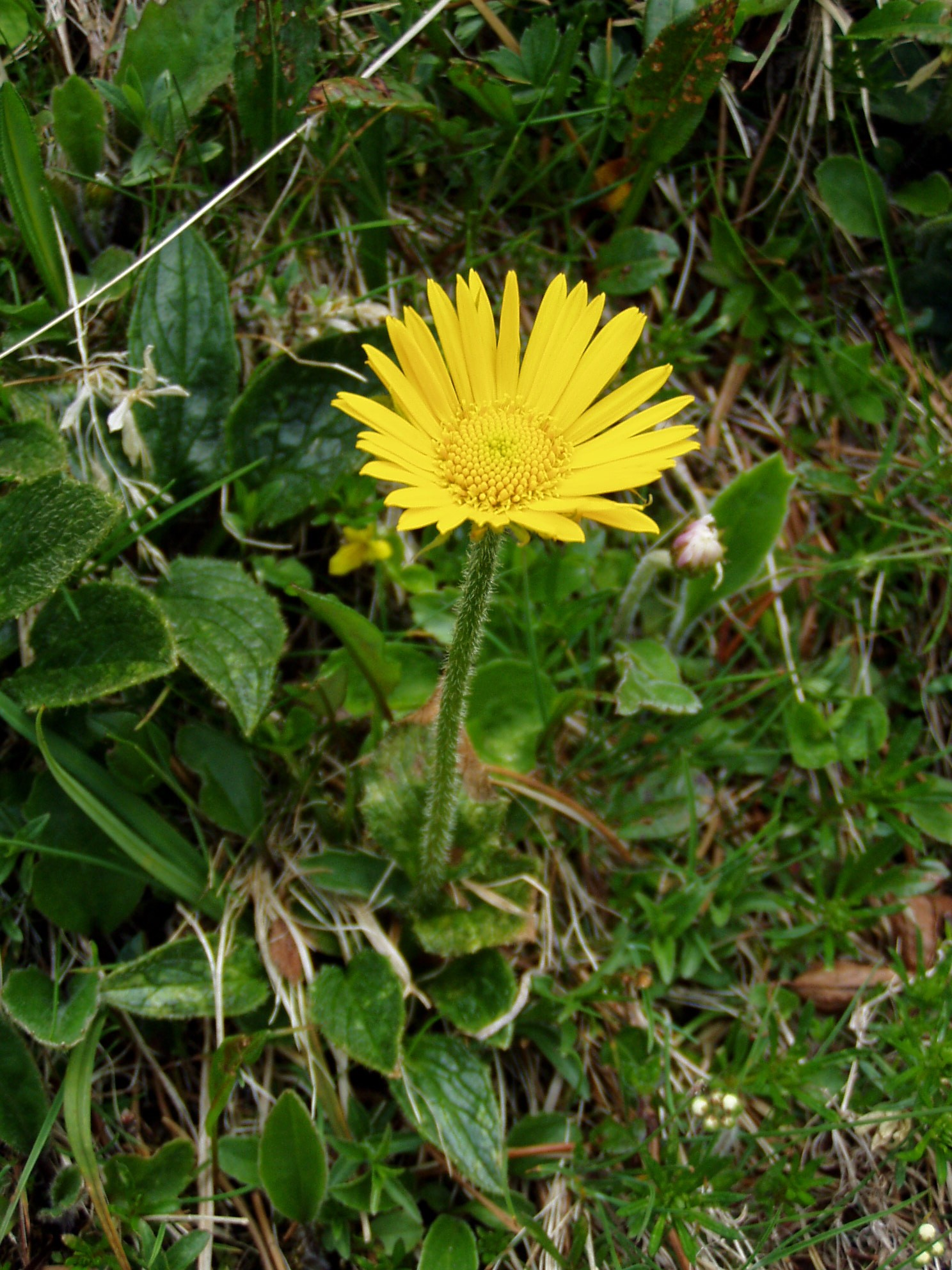
Il portamento

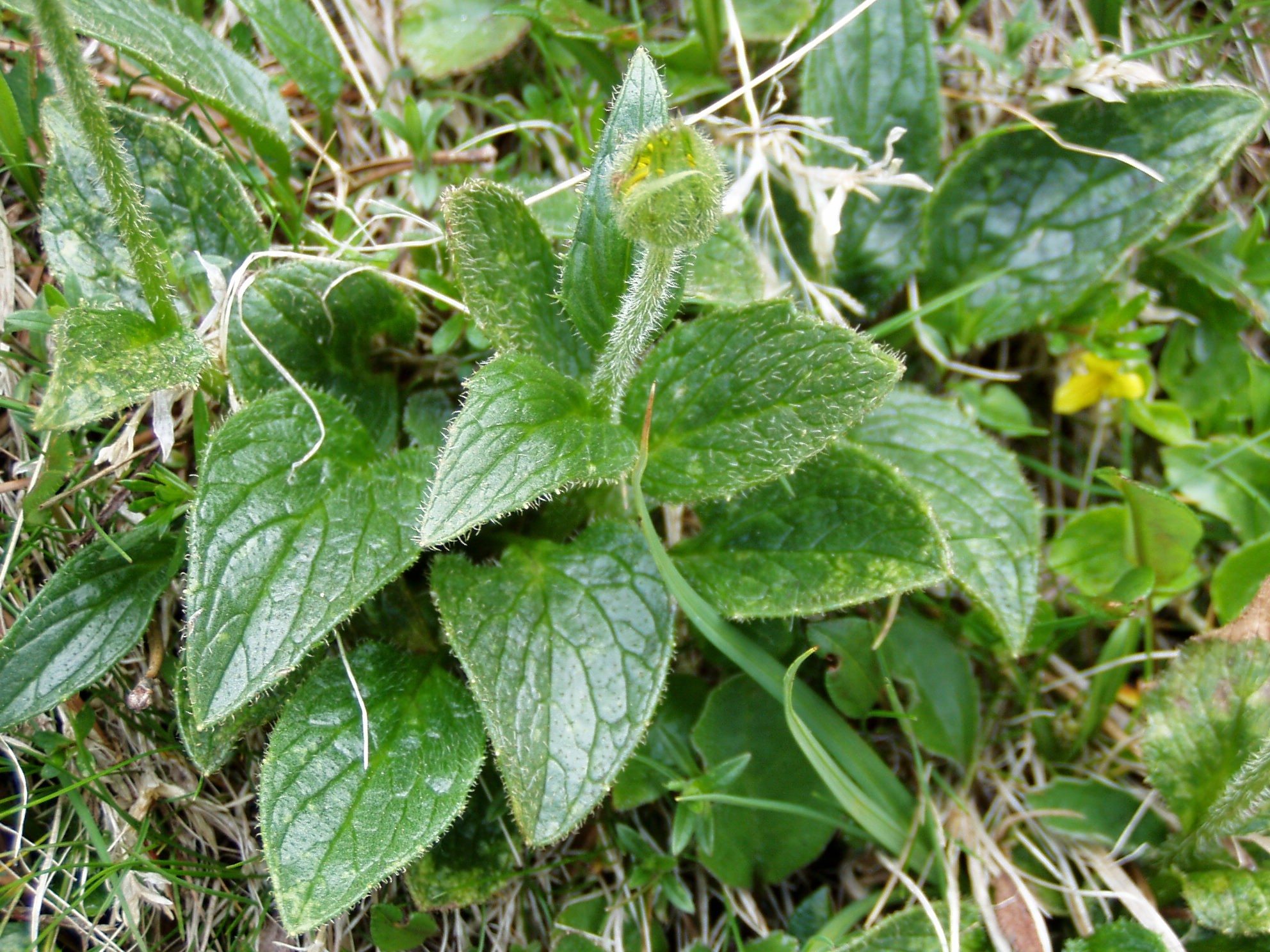
La rosetta basale

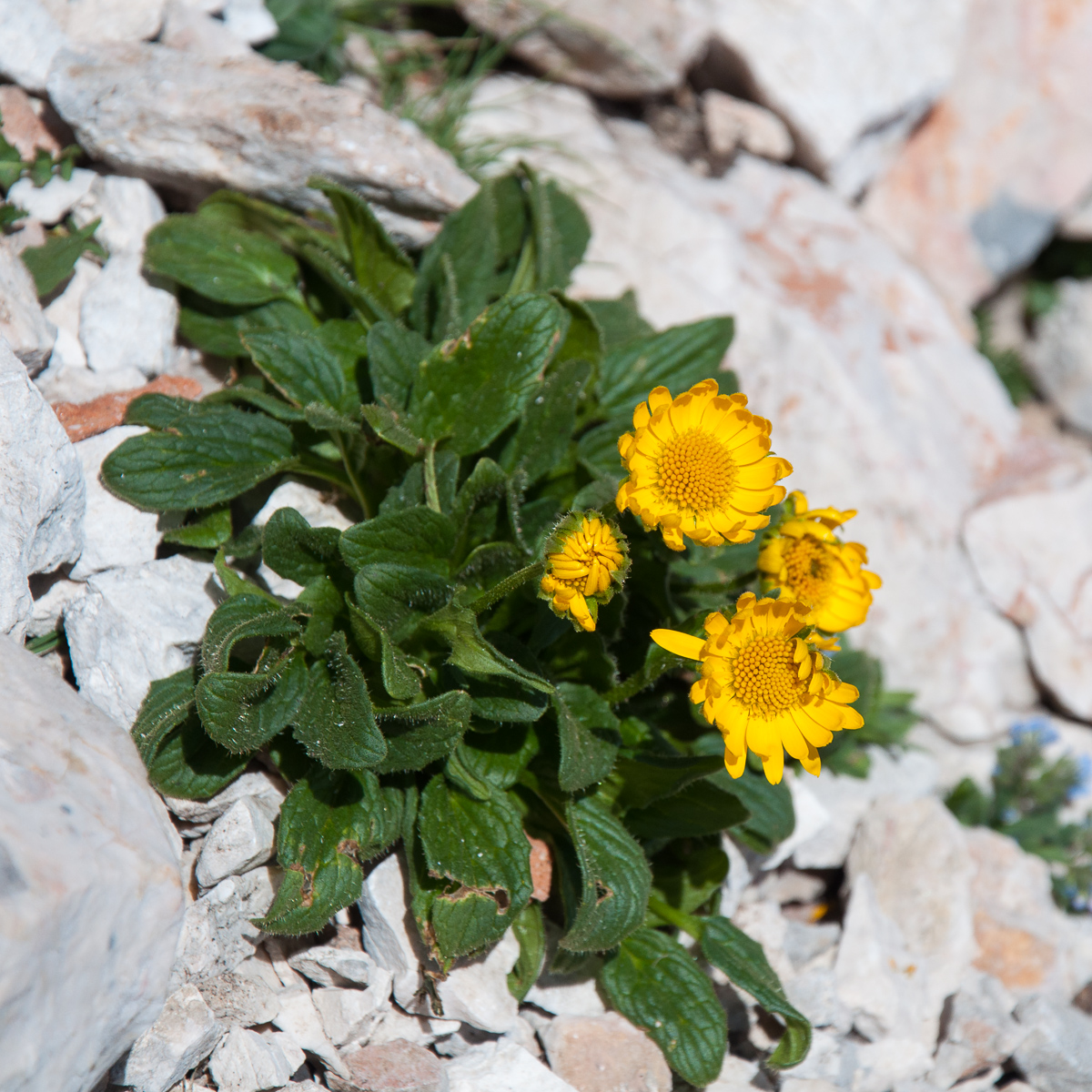
Infiorescenza

Habitus. Le piante di questa specie sono erbacee perenni provviste, soprattutto nelle parti alte e sul bordo delle foglie, di peli pluricellulari semplici ma ghiandolari. La determinazione esatta della forma e lunghezza dei peli è molto importante per definire la specie nell'ambito del genere. Purtroppo alcuni peli sono distinguibili solamente con un buon microscopio a 20-50 ingrandimenti. La tavola a fianco indica il tipo di peli presenti sul bordo delle foglie e sulla superficie delle brattee dell'involucro del doronico nivale.  L'altezza di queste piante varia da 5 a 25 cm. La forma biologica è geofita rizomatosa (G rhiz), ossia sono piante che portano le gemme in posizione sotterranea. Durante la stagione avversa non presentano organi aerei e le gemme si trovano in organi sotterranei chiamati rizomi, dei fusti sotterranei dai quali, ogni anno, si dipartono radici e fusti aerei.
Radici. Le radici sono secondarie da rizoma.
Fusto. 
- Parte ipogea: la parte sotterranea è un sottile rizoma non stolonifero; nella parte alta è glabro.
- Parte epigea: la parte aerea del fusto è eretta e ascendente; si presenta con singoli gambi (queste sono piante monocefale); la superficie è striata.

Foglie. Le foglie sono intere con bordo provvisto di peli acuti; i peli sono presenti anche sulla superficie (vedere tabella con disegno dei peli). Si distinguono due tipi di foglie:
- foglie basali: generalmente è presente una rosetta basale con foglie a lamina ovale o lanceolata con base acuta terminate nel picciolo (lunghezza del picciolo: 3 – 6 cm; dimensione della lamina: larghezza 2 – 3 cm; lunghezza 3 – 5 cm);
- foglie cauline: le foglie cauline sono poche (2 - 3), a disposizione alterna; sono sessili e semi-amplessicauli; la forma della lamina in generale è triangolare o lanceolato-acuminata con base arrotondata; le dimensioni delle foglie si accorciano verso l'infiorescenza. I peli sui bordi (e sulla superficie) sono semplici (rigidi e dritti) e ghiandolari brevi.[13]

Infiorescenza. L'infiorescenza è formata da grandi capolini solitari color giallo-oro che normalmente sovrastano l'apparato fogliare. La struttura dei capolini è quella tipica delle Asteraceae: un peduncolo sorregge un involucro a forma di coppa composto da più brattee lineari disposte in più serie (2 - 3) spiralate, che fanno da protezione al ricettacolo basale (che in questo caso è nudo – senza pagliette) sul quale s'inseriscono due tipi di fiori : quelli esterni ligulati (di colore giallo chiaro e venati di bruno) e quelli interni tubulosi (di colore giallo accentuato). Diametro del capolino: 3 – 6 cm. Lunghezza delle squame: 16 mm.
Fiori. I fiori sono tetra-ciclici (formati cioè da 4 verticilli: calice – corolla – androceo – gineceo) e pentameri (calice e corolla formati da 5 elementi). Sono inoltre ermafroditi, più precisamente i fiori del raggio (quelli ligulati e zigomorfi) sono femminili; mentre quelli del disco centrale (tubulosi e actinomorfi) sono bisessuali.
- Formula fiorale:

*/x K {\displaystyle \infty }, [C (5), A (5)], G 2 (infero), achenio
- Calice: i sepali del calice sono ridotti ad una coroncina di squame; nella fruttificazione sono persistenti.
- Corolla: la parte inferiore dei petali è saldata insieme e forma un tubo. In particolare quelli del disco centrale (tubulosi) terminano con delle fauci dilatate e a raggiera con cinque lobi; i lobi sono 5 volte più lunghi che larghi. Nei fiori periferici (ligulati) il tubo si trasforma in un prolungamento nastriforme terminante più o meno con cinque dentelli. Dimensione dei fiori ligulati: larghezza: 2 mm; lunghezza 22 mm.
- Androceo: gli stami sono 5 con dei filamenti liberi; le antere invece sono saldate fra di loro e formano un manicotto che circonda lo stilo (sono inoltre prive di appendici filiformi). La forma delle antere è arrotondata o appena sagittata. Il polline è tricolporato (tipo "helianthoid").[15]
- Gineceo: lo stilo è unico con uno stimma profondamente bifido e con un ciuffo di peli alla sommità; l'ovario è infero e uniloculare formato da due carpelli concrescenti e contenente un solo ovulo.
- Antesi: da luglio a agosto.

Frutti. I frutti sono degli acheni oblunghi con dei solchi longitudinali. Sono inoltre provvisti di pappo in serie multiple formato da soli peli senza coroncina (i fiori del raggio, quelli ligulati, sono provvisti di pappo).

## Biologia
- Impollinazione: l'impollinazione avviene tramite insetti (impollinazione entomogama tramite farfalle diurne e notturne).
- Riproduzione: la fecondazione avviene fondamentalmente tramite l'impollinazione dei fiori (vedi sopra).
- Dispersione: i semi (gli acheni) cadendo a terra sono successivamente dispersi soprattutto da insetti tipo formiche (disseminazione mirmecoria). In questo tipo di piante avviene anche un altro tipo di dispersione: zoocoria. Infatti gli uncini delle brattee dell'involucro (se presenti) si agganciano ai peli degli animali di passaggio disperdendo così anche su lunghe distanze i semi della pianta. Inoltre per merito del pappo il vento può trasportare i semi anche a distanza di alcuni chilometri (disseminazione anemocora).

## Distribuzione e habitat

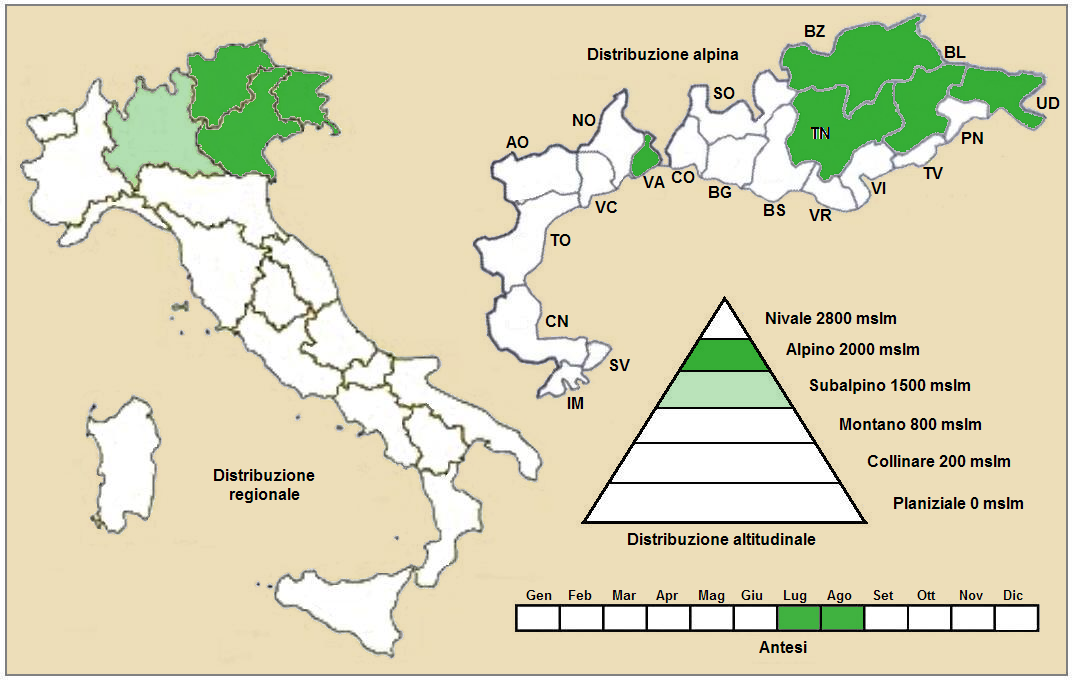
Distribuzione della pianta
(Distribuzione regionale – Distribuzione alpina)

Geoelemento: il tipo corologico (area di origine) è  Endemico / Est-Alpico.
Distribuzione: in Italia questa specie è rara e presente solamente nelle Alpi orientali. Oltreconfine è presente in Austria e Slovenia.
Habitat: l'habitat tipico sono gli ambienti lungamente innevati su terreni morenici; ma anche ghiaioni, scivolamenti del terreno, pietraie e zone ruderali. Il substrato preferito è calcareo ma anche siliceo con pH neutro, medi valori nutrizionali del terreno che deve essere mediamente umido.
Distribuzione altitudinale: l'habitat tipico sono gli ambienti lungamente innevati su terreni morenici; ma anche ghiaioni, scivolamenti del terreno, pietraie e zone ruderali. Il substrato preferito è calcareo ma anche siliceo con pH neutro, medi valori nutrizionali del terreno che deve essere mediamente umido.

### Fitosociologia

#### Areale alpino
Dal punto di vista fitosociologico alpino Doronicum glaciale appartiene alla seguente comunità vegetale:
Formazione: delle comunità delle fessure, delle rupi e dei ghiaioni
Classe: Thlaspietea rotundifolii
Ordine: Drabetalia hoppeanae
Alleanza: Drabion hoppeanae

#### Areale italiano
Per l'areale completo italiano Doronicum glaciale appartiene alla seguente comunità vegetale:
Macrotipologia: vegetazione casmofitica, glareicola ed epifitica
Classe:  Thlaspietea rotundifolii Br.-Bl., 1948
Ordine:   Drabetalia hoppeanae Zollitsch ex Merxm. & Zollitsch, 1967
Alleanza: Drabion hoppeanae Zollitsch ex Merxm. & Zollitsch, 1967
Descrizione. L'alleanza Drabion hoppeanae è relativa alle comunità dei ghiaioni calcarei e scisto-calcarei delle aree alpine. Questa comunità si sviluppa su detriti criofili di calcescisti o di rocce di diversa natura. I piani interessati sono quelli alpini e nivali. Le specie di questa associazione rappresentano stadi pionieri e spesso lungamente durevoli. In Italia è presente sulle Alpi.
Alcune specie presenti nell'associazione: Draba hoppeana, Draba dolomitica, Artemisia genipi, Campanula cenisia, Saxifraga biflora, Herniaria alpina, Doronicum glaciale, Galium megalospermum, Psilathera ovata e Pritzelago brevicaulis.

## Tassonomia
La famiglia di appartenenza di questa voce (Asteraceae o Compositae, nomen conservandum) probabilmente originaria del Sud America, è la più numerosa del mondo vegetale, comprende oltre 23.000 specie distribuite su 1.535 generi, oppure 22.750 specie e 1.530 generi secondo altre fonti (una delle checklist più aggiornata elenca fino a 1.679 generi). La famiglia attualmente (2021) è divisa in 16 sottofamiglie.
Il basionimo per questa specie è: Arnica glacialis Wulfen (1787).

### Filogenesi
Il genere Doronicum non è molto numeroso, comprende 29 specie, distribuite quasi unicamente nell'emisfero boreale (Vecchio Mondo), delle quali 8 sono proprie della flora italiana. Il genere appartiene alla sottofamiglia delle Asteroideae e, da un punto di vista filogenetico, si trova in posizione "basale" rispetto all'intera sottofamiglia.
All'interno del genere D. glaciale appartiene alla sezione Aronicum caratterizzata dall'avere i frutti acheni tutti con pappo) e le foglie radicali non dentellate.
Ulteriori caratteri distintivi per questa specie sono:
- la lamina delle foglie basali è lanceolata;
- il bordo delle foglie cauline superiori possiede dei peli semplici rigidi e diritti e dei peli ghiandolari brevi;
- il fusto in genere è pieno.

### Variabilità
Oltre i confini delle Alpi italiane è presente la sottospecie calcareum (Vierth) Hayek (1928); qui brevemente descritta:
- basionimo: Doronicum calcareum Vierth (1900);
- altezza della pianta: da 5 a 25 cm;
- in questa pianta sono presenti solamente i peli lunghi di tipo rigido;
- dimensione dell'infiorescenza: 45 – 75 mm;
- geoelemento: il tipo corologico (area di origine) è Endemico / Est-Alpico;
- distribuzione: Austria (Länder della Stiria e Austria Inferiore);
- habitat: l'habitat tipico sono i ripari sotto rocce; ma anche i ghiaioni, i scivolamenti del terreno, le pietraie e le zone ruderali. Il substrato preferito è calcareo con pH basico, bassi valori nutrizionali del terreno che deve essere mediamente umido;
- distribuzione altitudinale: sui rilievi queste piante frequentano i seguenti piani vegetazionali: alpino e subalpino.

### Specie simili
- Arnica montana L. : è molto simile al fiore di questa voce; le due piante differiscono per la disposizione delle foglie lungo il fusto che sono opposte nel caso dell'Arnica e non alterne come nel Doronicum.

In generale tutti i “doronici” montani d'alta quota sono di difficile determinazione; questo vale per le seguenti specie : Doronicum austriacum, Doronicum grandiflorum, Doronicum columnae e Doronicum clusii (per le varie differenze morfologiche consultare le rispettive voci).	

## Giardinaggio
Come per altre specie anche per queste piante l'unico interesse è quello orticolo. Questo grazie ad alcune caratteristiche come i fiori grandi, la vivacità dei colori e la lunga fioritura oltre ad una certa resistenza ai climi freddi. Sono adatte unicamente al giardino rocciosi e alpino in quanto allo stato libero, raramente scendono sotto i limiti di altitudine superiore del bosco di faggio o di castagno.